# キューベルワーゲン

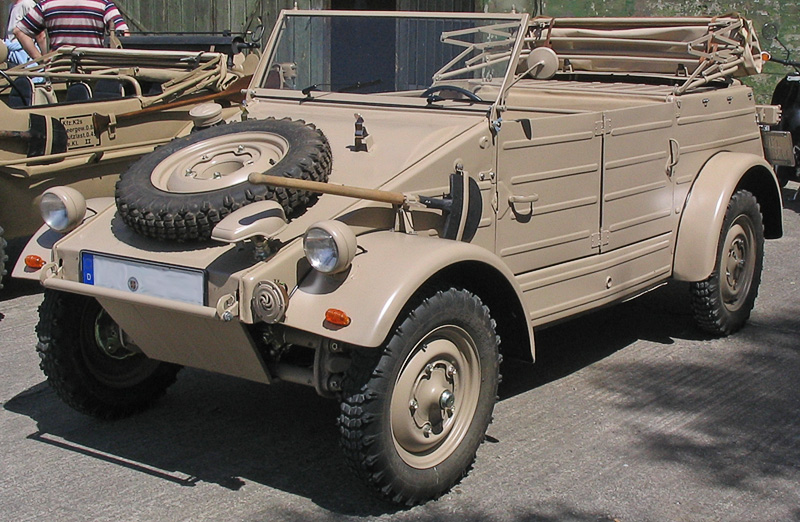
キューベルワーゲン Typ 82
レストアされた現存車両の内の一台

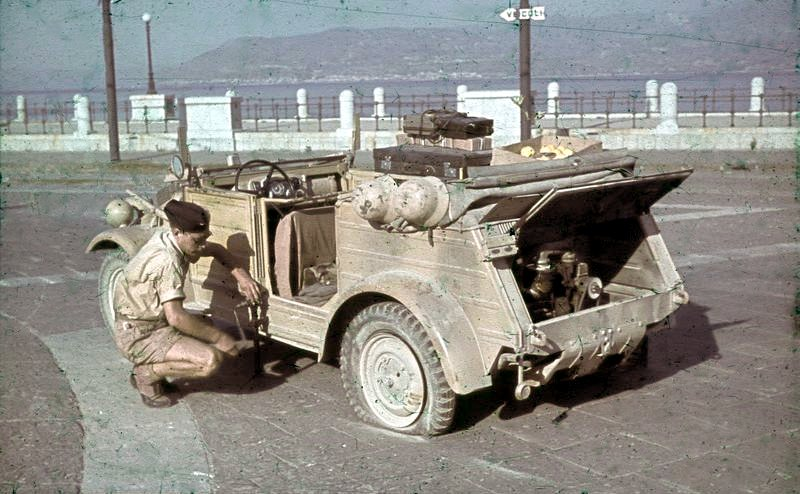
ドイツ海軍報道部隊で使用されるTyp 82
シチリア、1943年頃

キューベルワーゲン（独: Kübelwagen）またはキューベルジッツワーゲン（独: Kübelsitzwagen）とは、第二次世界大戦中にドイツで生産された小型軍用車両である。フェルディナント・ポルシェらにより設計された。
構造的には先行してポルシェが設計していたフォルクスワーゲン・タイプ1の軍用車バージョンというべきものであり、不整地走破性を高めるため、軽量・低重心なタイプ1の特長を生かしながら、可能な限り最低地上高を高めるように設計された。
ドイツ語では Wagen は「ヴァーゲン」という発音に近いが、本項では日本での「フォルクスワーゲン」等の慣例に倣い「ワーゲン」と表記する。

## 概要
車体はオープントップ（和製英語：オープンカー）であり、ターポリン（耐水性のキャンバス地）の折り畳み式幌で覆うことができる。座席は簡易的なバケットシート。
後輪のみの二輪駆動。
日本でも公道走行が可能である。

## 車名の由来
現在「キューベルワーゲン」といえばこの車を指すものと認識されているが、当時はバケットシート、折り畳み式の幌、初期は取り外し可能なサイドカーテン、後に鋼製ドアを持つこの種の軍用車は車種に関わらず全て「キューベルジッツァ」、「キューベルワーゲン」又は単に「キューベル」と呼ばれた。武装SSの将校であるクルト・マイヤーは、著書『擲弾兵』の中でTyp 82を一貫して「フォルクスワーゲン」と表記している。有名なブランドでは、メルセデス・ベンツやBMWなどの軍用車にも「キューベルワーゲン」というボディ形態に分類されるモデルがある。
Typ 82はあくまでフォルクスワーゲン版のキューベルワーゲン型軍用車として開発された車であり、その個体数が最も多く、戦地でも活躍が目立ったがために、ドイツ語圏外では「キューベルワーゲン＝Typ 82」という認識が根付いてしまった。
この種の軍用車はすべての座席がベンチシートではなくバケットシートであったため、当初は「バケットシート自動車（Kübelsitzwagen = Kübel + Sitz + Wagen）」と呼ばれていた。「バケットシート自動車 」の呼称からその後「シート」が略され、スチール製でプレス加工のリブを持つシンプルな外観から、「バケツ自動車（キューベルワーゲン Kübelwagen = Kübel + Wagen）」と呼ばれるようになった。バケットとバケツは日本語でのカタカナ表記は異なるが、西欧では同じ一つの言葉である。
Typ 82にバケットシートが採用されたのは、フォルクスワーゲンの試作中、バケットシートを載せたシャシだけの車両で、フェルディナント・ポルシェの息子であるフェリー・ポルシェが山道などでこれを運転し、操縦時の体の保持に優れている事実を経験した事によるといわれている。とはいえ、そもそもキューベルワーゲン型軍用車はドアがないためにバケットシートを採用したのが発祥である。

## 詳細

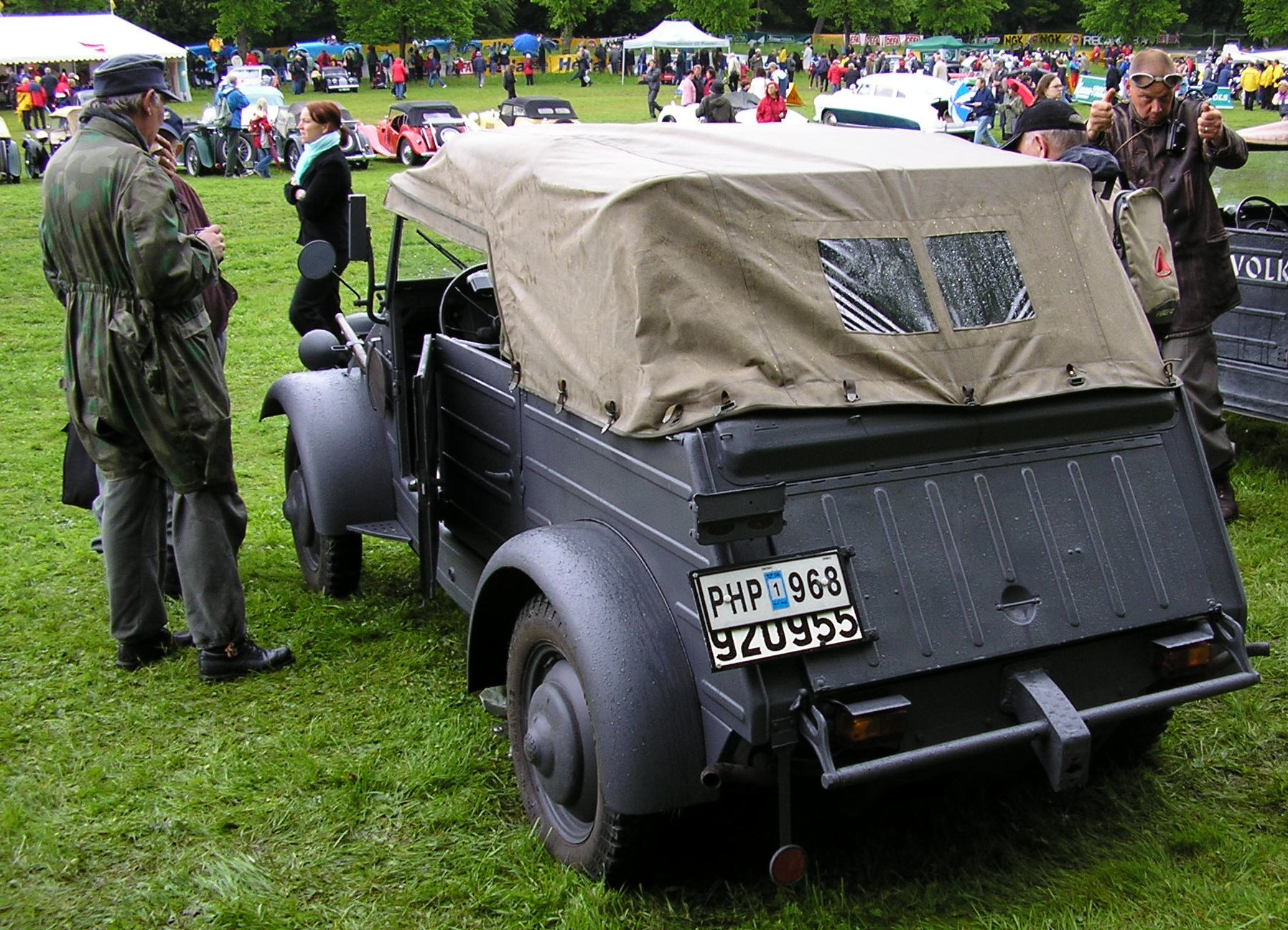
現存する初期型のリアビュー
各フェンダーが後期型に比べて丸く深い

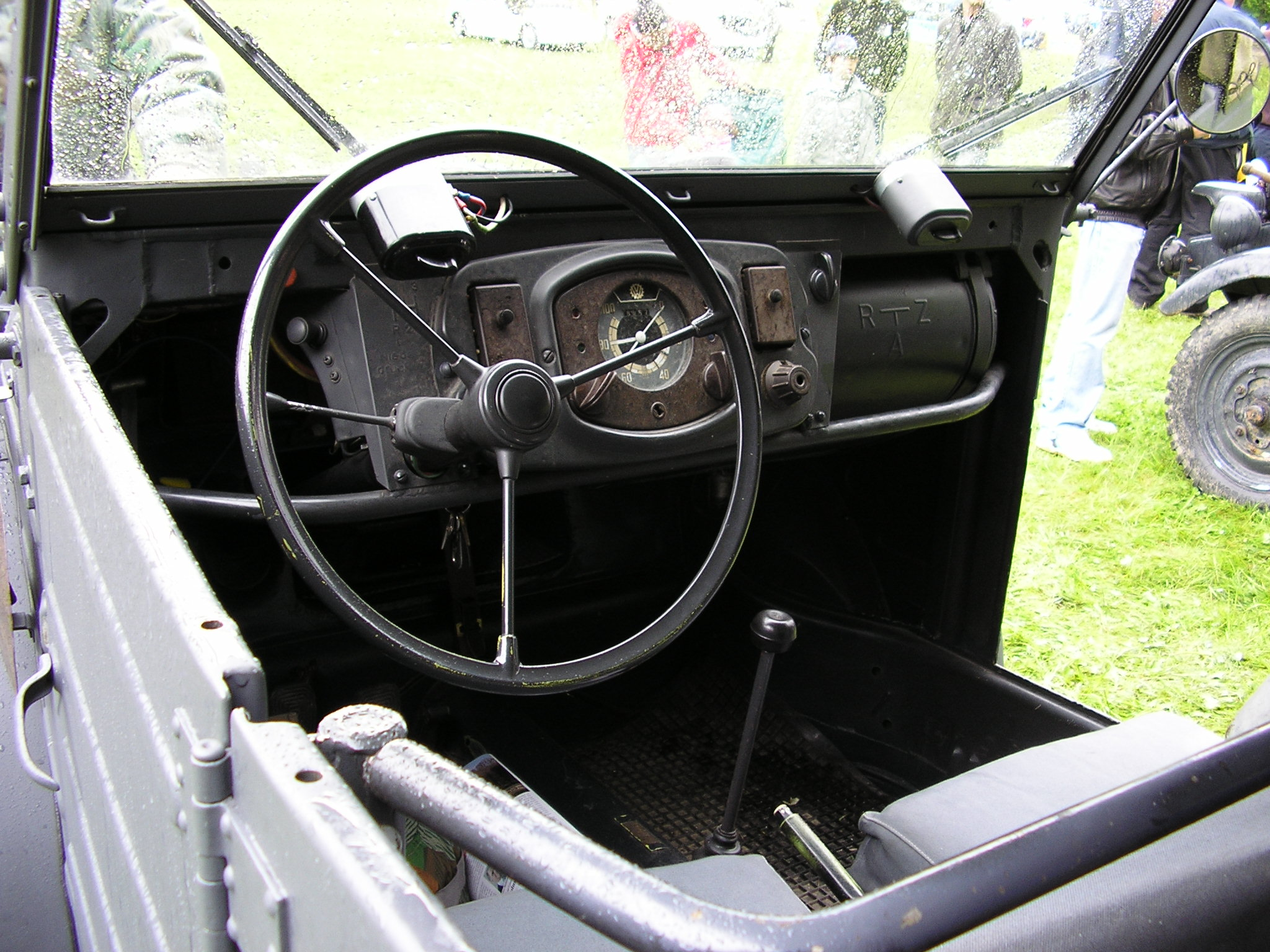
上と同じ車両の計器板
フォルクスワーゲン・タイプ1と同型のメーターを持つ

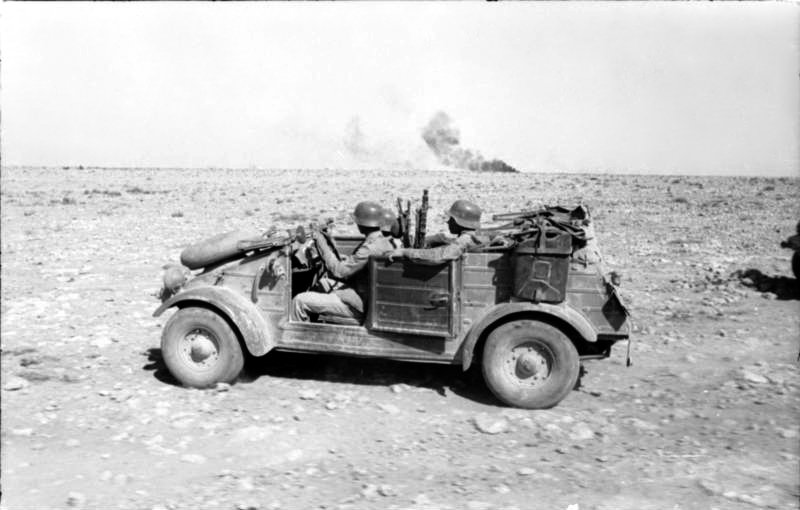
バルーンタイヤを装着した熱帯地仕様のTyp 82
北アフリカ、1942年

1938年、ポルシェ設計事務所は、陸軍兵器局の要請に応じてフォルクスワーゲン・タイプ1を軍用車に応用する研究を開始した。陸軍兵器局の設計要件は、下記の通りである。
- オープントップであること
- 総重量950 kg、うち車輌自重550 kg、積載量（乗員3名と貨物）400 kg
- 生産性が高いこと
- 大量生産が可能であること
- 軍用車輌だが、民間用にも簡単に転用できること

要件に沿った最初のプロトタイプは、1939年の終わり頃に完成した。	エンジンは空冷フラット4で排気量985 cc、出力23.5  bhp (17.5 kW)のものと排気量1,131 cc 出力25 bhp (19 kW)のものがあった。変速機は4速マニュアルで1.4:1 の自動ロック式ディファレンシャル（LSD)を備えていた。
箱型車体の発展型試作品はTyp 62（62型）と名付けられた。数十輌が試作されたが、うち少なくとも18輌はリア・アクスルのハブリダクションギアがない形で作られた。試運転が繰り返され、地面への追従性改善とトルクの増加などの改良が施された。
Typ 62の評価試験の結果を受けて改良型のTyp 82（82型）が採用された。制式名称は Leichter geländegängiger Personenkraftwagen K1 (4x2) Volkswagen Typ 82、大体の意味は「不整地走行形軽乗用自動車 K1（4輪、2輪駆動） フォルクスワーゲン 82式」。 量産は1940年からKdF市（「歓喜力行団車市」の意。現・ヴォルフスブルク市）のフォルクスワーゲン製造会社で開始され、10万台の製造が指示された。また、他の用途に発展させるための基礎として、Typ 87（87型）の試作も開始された。

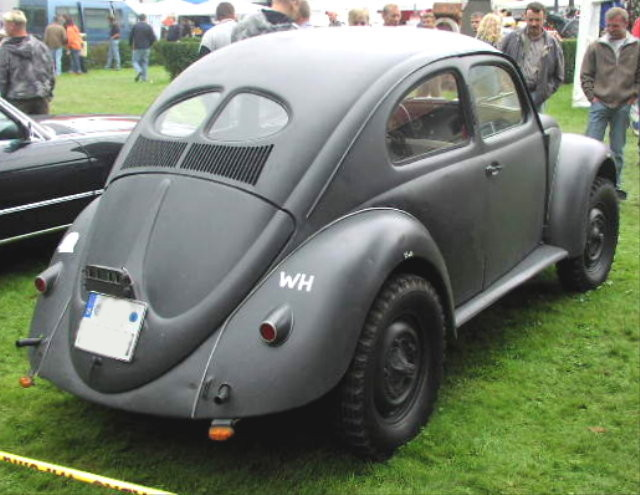
キューベルワーゲンのシャシにタイプ1のボディを載せたTyp 82E

第二次世界大戦が始まり、軍用車輌の生産が優先された。キューベルワーゲンだけでなく、セダン・ボディの車も多くが軍用に回され、キューベルワーゲンのシャーシにセダン・ボディを載せたTyp 82Eや四輪駆動のTyp 87も製造された。Typ 87は戦後に英軍管理下で2台が組み立てられ、Typ 82EはTyp 51という名称で暫く生産が続けられた。
キューベルワーゲンは戦場では兵士に歓迎され、軍馬代わりに使われた。軽量であるため、排気量985cc、出力23.5馬力のエンジンでもこの車輌を駆動するには十分で、最高速度は83km/hに達した。リアアクスルのハブ内に減速ギア（ハブリダクションギア）を装着し、駆動力を高めると共に、車軸取り付け位置を高くして、床下の最低地上高を高めているのが大きな特徴である。
四輪駆動でないにも拘らず、床の高さとリアエンジンならではの駆動輪荷重の大きさから不整地走破性も良好で、当時多数が使用されていたサイドカー付き自動二輪よりも実用性が高かった。ただし、牽引力は二輪駆動なりで、小型の対戦車砲でさえも牽引することは不可能であったため、これを改善するために牽引能力を高めた試作車（Typ 276）がテストされたが、これは制動力と加速力に問題があり、最高速度も65 km/hに留まった。派生型であるシュビムワーゲンには水際から上陸するために必要な四輪駆動機構が追加されたが、本車は最後まで後輪のみの二輪駆動であった。
エンジンは空冷のため冷却水やラジエーターが不要で、厳冬時や厳寒地においても取り扱いの面倒な不凍液を必要としなかった。この車輌は寒冷地でも酷暑でも高い耐久性を発揮し、アフリカ戦線でもロシア戦線でも同じように扱うことができた。本車を鹵獲したイギリス陸軍は、米軍から供与されたジープと比較して走行・旋回・登坂、泥濘地走破性能が勝り、二倍の行軍工程（going rate）を有すると評価した。
前線への配備は北アフリカ戦線の方が早く、1942年からは幅広なバルーンタイヤを装着して砂地での走破性能を高めた熱帯地仕様の車輌も生産が開始された。東部戦線のバルバロッサ作戦開始当時には姿が見られないが、翌年のブラウ作戦時には多数が配備されている。
第二次世界大戦中を通して派生形の要求が増加した。1941年には、四輪駆動ヴァージョンのTyp 87が、フォルクスワーゲン製造会社ではなくポルシェ本社のあるシュトゥットガルト市で6輌のみ製造された。特筆すべき点は、フォルクスワーゲン のクランクシャフトを使用したポルシェ製1,086 ccエンジンを搭載していたことで、この排気量拡大版エンジンは後にポルシェ・356に採用されて結実する。
この四輪駆動プロジェクトは、後に水陸両用車のTyp 128 / Typ 166シュビムワーゲンに移行した。このために製造された1,131 cc・24.5馬力のエンジンは、キューベルワーゲンにも搭載された。
Volkswagen Typ 82の生産が軌道に乗ると、いくつかの派生形が生産された。個別のモデルはすべてTyp 82と共通の車台を使っていたため、生産性が高かった。代表的な派生形は、Typ 92 荷台付貨物車（Pritschenwagen）、Typ 174 突撃ボート（Sturmboot mit VW-Motor）、Typ 287 指揮車（Kommandowagen）である。結果的に1940年から1945年にかけて、およそ52,000台のキューベルワーゲンが製造された。

## 戦後ドイツの類似車両
1950年代に入ってから、アウトウニオン社のDKWがドイツ連邦軍のためにDKW・ムンガを製造した。また、1970年代にはフォルクスワーゲン社が後輪駆動のままのビートルのシャシを使用して、タイプ181を製造した。これは市販も行われ、北アメリカで販売されたほか、フォルクスワーゲン・サファリとしてメキシコで販売された。
同じくオープントップである旧東ドイツ軍のトラバント軍用ヴァージョンも、キューベルワーゲンの影響を受けている。
| DKW ムンガ |  | フォルクスワーゲン Typ 181 |  | トラバント 601軍用バージョン |
| DKW ムンガ |  | フォルクスワーゲン Typ 181 |  | トラバント 601軍用バージョン |

## 登場作品

### アニメ
『うる星やつら』
劇場版オリジナル長編アニメーションの第2作『うる星やつら2 ビューティフル・ドリーマー』で登場。車体色は白。
面堂終太郎の愛車で、学園祭準備で泊まり込んでいた学校から買い出しに出かけるときなどに使用していた。
『ストライクウィッチーズ』
第9話で登場。ゲルトルートとエーリカが、意識の回復したクリスの見舞いに行く際に使用する。
『ソ・ラ・ノ・ヲ・ト』
第1121小隊に2台配備。作品を通じて主人公達の足として使われている。塗装はダークイエロー。
『マッドゴッド』
アサシンが遺跡で発見して搭乗する

### ゲーム
『R.U.S.E.』
ドイツの偵察ユニットとして登場。
『The Saboteur』
「Sturmwagen」の名称で登場し、ナチス兵士が使用する。プレイヤーも運転可能。非武装の偵察型とM2重機関銃搭載型、幌装着型の3種類が登場する。
『グランツーリスモ5』
自動車ディーラーで購入可能（Typ 82を収録）。同じフォルクスワーゲンの軍用車としてシュビムワーゲン（Typ 166）も収録される。
『グランツーリスモ6』
『グランツーリスモ5』と同じく、自動車ディーラーで購入可能。これも同じくフォルクスワーゲンの軍用車としてシュビムワーゲンも収録される。
『コール オブ デューティシリーズ』
『CoD』
ドイツ軍の輸送車両として登場する。
『CoD:UO』
ドイツ軍の輸送車両として登場する。
『CoD2』
ドイツ軍の輸送車両として登場する。通常のジャーマングレーの他に、ダークイエローの車両も登場する。
『CoD2:BRO』
『CoD3』
ドイツ軍の輸送車両として登場する。
『CoD:WaW』
ナチス幹部の送迎用として登場。プレイヤーは乗車できない。
『CoD:WWII』

『スナイパーエリートV2』
主人公、カール・フェアバーンの最初の標的であるアイゼンベルクが移動手段に用いている。
終盤では最後の標的であるヴォルフが本車で逃走するのをブランデンブルク門から狙撃する。
『バトルフィールドシリーズ』
『BF1942』
ドイツ軍の輸送車両として登場する。通常のジャーマングレーの他に、ダークイエローの車両も登場する。
『BFV』
ドイツ軍の輸送車両として登場する。

『メダル・オブ・オナー 史上最大の作戦』
一部ミッションで主人公がエンジンに細工をする。